# ناحیه برج باجی مختار
ناحیه برج باجی مختار (به عربی: دائرة برج باجی مختار) یک ناحیه در الجزایر است که در استان ادرار واقع شده‌است.

## خصوصیات
ناحیه برج باجی مختار ۲۰٬۹۳۰ نفر جمعیت دارد.

## کومونه‌ها
این ناحیه به ۲ کومونه تقسیم می‌شود:
- برج باجی مختار
- تیمیاوین